# Bitwa pod Jakszycami
Bitwa pod Jakszycami – część wielkiej bitwy nad Berezyną. Walki pododdziałów 17 pułku piechoty i 4 pułku ułanów z oddziałami sowieckiej 5 Dywizji Strzelców w czasie majowej ofensywy wojsk Frontu Zachodniego Michaiła Tuchaczewskiego w okresie wojny polsko-bolszewickiej.

## Położenie wojsk przed bitwą
W maju 1920, po zajęciu Kijowa i zdobyciu przyczółków mostowych po wschodniej stronie Dniepru, wojska polskie przeszły do obrony. Wódz Naczelny Józef Piłsudski zdawał sobie sprawę z tego, że nie udało mu się rozbić większych sił nieprzyjaciela, a jedynie zmusił je do wycofania się dalej na wschód. Stąd też planował nowe uderzenie, tym razem na północnym odcinku frontu wschodniego. W tym czasie dowódca Frontu Zachodniego Michaił Tuchaczewski grupował wojska na wschodnim brzegu Berezyny i także przygotowywał je do ofensywy.

### Skład wojsk
Wojsko Polskie
- 1 Armia gen. Stefana Majewskiego obsadzała odcinek Dryssa–Połock–Uszacz–Lepel. W pierwszym rzucie posiadała 8 Dywizję Piechoty i 1 Dywizję Litewsko-Białoruską, a w odwodzie 3 Dywizję Piechoty Legionów i 1 Brygadę Jazdy.
- 4 Armia gen. Szeptyckiego w składzie 2 Dywizja Piechoty Legionów, 6., 14. i 9. dywizje piechoty broniła linii Berezyny od Lepla po ujście do Dniepru.

17 maja dowodzenie nad obu armiami przejął gen. Stanisław Szeptycki.
Armia Czerwona
Na wschodnim brzegu Berezyny utworzono zgrupowanie uderzeniowe:
- 15 Armia Augusta Korka w składzie 4., 6., 5., 53., 56. dywizje strzeleckie i 15 Dywizja Kawalerii[a]
- Grupę Północną Jewgienija Siergiejewa w składzie 48 Dywizja Strzelców i 164 Brygada Strzelców
- 16 Armia Nikołaja Sołłohuba w składzie 2., 8., 10., 17. i 21. dywizje strzeleckie[b].

Całością sił uderzeniowych dowodził dowódca Frontu Zachodniego Michaił Tuchaczewski.

## Przebieg działań
14 maja 1920 wojska Frontu Zachodniego Michaiła Tuchaczewskiego przeszły do ofensywy. 
19 maja do obsadzenia odcinka frontu nad Berezyną od Huty do miejscowości Berezyna został skierowany oddział wydzielony w składzie I/17 pułku piechoty i 6 bateria 6 pułku artylerii polowej.
W trakcie marszu na stanowiska batalion otrzymał rozkaz wyrzucenia za rzekę oddziałów 5 Dywizji Strzelców.
Po krótkiej walce batalion wyparł przeciwnika ze Stefanowa i Huty. Nocą z 19 na 20 maja  Berezynę sforsowały kolejne oddziały 5 DS, które odrzuciły polski batalion pod Jakszyce, a kolejnej nocy powtórnie zaatakowały i wyparły Polaków z miejscowości.
Rano kontratakował I/17 pp i szwadrony 4 pułku ułanów. Po kilkugodzinnej walce odzyskano Jakszyce. Podczas odwrotu  wielu czerwonoarmistów utonęło w nurtach Berezyny. Do wieczora I/17 pułku piechoty opanował cały przydzielony mu odcinek frontu nad rzeką. 

## Bilans walk
Batalion 17 pułku piechoty sukces w boju opłacił stratą 65 poległych i rannych. 4 pułk ułanów stracił jednego poległego i kilku rannych. Ułani wzięli do niewoli około 100 czerwonoarmistów i zabrali cztery porzucone karabiny maszynowe.